# 組織犯罪対策課 白鷹雨音
『組織犯罪対策課 白鷹雨音』（そしきはんざいたいさくか しらたかあまね）は、梶永正史による日本の警察小説。2017年2月7日に朝日文庫から刊行された。
2021年3月にテレビ東京系列で真木よう子主演でテレビドラマ化された。
スピンオフ作品として2024年6月に『ゴールドナゲット 警視庁捜査一課・兎束晋作』が光文社文庫より、2024年12月に『デラシネ　放浪捜査官・草野誠也の事件簿「鏡の海」篇』が潮出版社からそれぞれ発売された。

## テレビドラマ
『ハクタカ 白鷹雨音の捜査ファイル』は、2021年3月22日の20:00 - 21:54（JST）に、テレビ東京『月曜プレミア8』枠で放送。主演は真木よう子。

### キャスト
- 白鷹雨音（警視庁武蔵野東警察署刑事課 刑事） - 真木よう子
- 草野誠也（警視庁捜査一課 刑事） - 眞島秀和
- 兎束晋作（警視庁武蔵野東警察署刑事課 刑事） - 赤楚衛二
- 西尾進（警視庁武蔵野東警察署刑事課 刑事） - マギー
- 村田洋二（警視庁捜査一課 刑事） - 高杉亘
- 棚橋智沙（利樹の妻） - 猫背椿
- 八木洋子（圭一郎の妻・去年死亡） - 渚あき
- 三浦雄斗（警視庁武蔵野東警察署刑事課 刑事） - 山口翔悟
- 君塚悟（警視庁捜査一課 管理官） - 岡田謙
- 四元亮太（鑑識） - 安居剣一郎
- ランナー - 猫ひろし[3]
- 遠山蓮（劇団暗黒舞踏団 劇団員） - 水間ロン
- 安西真一（割烹かすみ 元従業員・真弓の元交際相手） - 白石朋也
- よし子（お食事処「おたふく」女将） - 藤田弓子
- 若山一哉（第1の被害者・洋菓子店「パティスリー・シュクレ」オーナーパティシエ） - 金島清史[4]
- 棚橋利樹（第2の被害者・建築士） - 岡部光祐
- 廣川真弓（第3の被害者・ガールズバー店員） - 片原恵麻[5]
- 石岡通（2年前に玲奈を殺害後自殺） - 飯田まさと
- 八木玲奈（圭一郎と洋子の娘・2年前死亡） - 渋谷南那[6]
- リポーター - 原田修佑
- リポーター - 池谷実悠
- 麻薬の売人 - 小原汰武
- アパート管理人 - 多田無情
- 事故物件の写真を撮っていたカップル - 川﨑健太、鈴原ゆりあ[7]
- 吉祥寺中央公園 職員 - 三上勤
- 佐々木寧々（公園近くの売店の店員） - 咲谷菜月
- 八木家の近隣住民 - 根岸晴子
- 小倉美智子（洋菓子店「パティスリー・シュクレ」アルバイト） - ヒルマサトコ
- 鮫島（武蔵野理科大学鮫島研究室 教授） - 笹野高史
- 八木圭一郎（理科の教師） - 正名僕蔵
- 福川冴子（警視庁捜査一課長） - 黒木瞳

### スタッフ
- 原作 - 梶永正史『組織犯罪対策課 白鷹雨音』（朝日文庫刊）
- 監督 - 本橋圭太
- 脚本 - 川﨑いづみ
- プロット協力 - 村川康敏
- 警察監修 - 佐々木成三
- フグ毒監修 - 糸井史朗
- 医療監修 - 中澤暁雄
- スタントコーディネーター - 劔持誠
- ガンエフェクト - 早川光
- チーフプロデューサー - 中川順平（テレビ東京）
- プロデューサー - 山鹿達也（テレビ東京）、櫻井卓也（テレビ東京制作）、岡部紳二（テレビ東京制作）、祖山聡（テレビ東京制作）、神戸將光（TSP制作部）
- 制作協力 - TSP
- 製作 - テレビ東京、BSテレビ東京、テレビ東京制作